# 孫武 (清末民初)
孫 武 （そん ぶ）は清末民初の革命家・政治家。共進会・中国同盟会などに加入し、武昌起義（辛亥革命）にも参与した。旧名は葆仁。字は尭卿、揺清。号は夢飛。

## 事跡

### 清末の活動
幼い頃から武術を好み、1897年（光緒23年）、張之洞が創設した武備学堂に入学した。後に呉禄禎などの学友が日本へ留学することになったが、孫武は母に強く引き留められたため断念している。武備学堂卒業後は、湖北省の新軍で軍歴を重ねた。
1900年（光緒26年）、唐才常の自立軍に加入し、孫武は岳州司令に任ぜられた。しかし自立軍の蜂起は失敗し、孫武は広州へ逃亡している。1903年（光緒29年）、母の喪のため密かに帰郷した。翌年、武昌に成立した科学補習所に参与したが、まもなく蜂起計画が漏れ、日本へ亡命している。結果として留学の念願がかなうこととなり、成城学校に入学した。しかし、1905年（明治38年）11月2日に文部省が発した「清国留学生取締規則」に反発し、孫武は帰国している。
帰国後の孫武は東三省で呉禄禎と連携して革命活動に従事し、同地域の偵察や馬賊との交渉を行った。1907年（光緒33年）秋以降、孫武は日本と中国を行きするようになる。孫武は焦達峰・張伯祥らが東京で組織した共進会に加入し、軍務部長となった。翌年、湖北省に戻り、引き続き革命の地下工作に従事している。1909年（宣統元年）、孫武は蜂起に失敗して香港に逃れた際に、馮自由の紹介で中国同盟会に加入した。

### 武昌起義とその後
1911年（宣統3年）、孫武は居正らとともに革命派の蜂起を10月に決行しようと図った。ところが決行直前の10月9日に、武昌のロシア租界で爆弾の準備・確認作業をしていたところ、義兄が側でタバコを吸っていたために引火・爆発し、孫武は重傷を負ってしまう。これにより蜂起が事前に漏れて清朝政府による革命派の摘発が始まり、10月10日、追い詰められた革命派が本格蜂起を決行した（武昌起義）。このとき、孫武は同志や日本人医師の協力により匿われていたが、蜂起そのものには傷が癒えなかったため、参加できずに終わる。10月15日、黎元洪を都督とする湖北軍政府が成立すると、孫武は軍務部長に任ぜられた。
1912年（民国元年）元旦に、南京で中華民国臨時政府が成立する。しかし湖北省の要人たちの間で内部闘争が勃発し、孫武はこれを嫌って一時引退してしまった。1913年（民国2年）8月、黎元洪が理事長をつとめる進歩党の理事となった。翌年11月には、中華革命党に加入している。1916年（民国5年）6月、黎が大総統となると、孫武は義威将軍の位を授けられた。これ以後、孫武は政界から引退し、軍事・政治に一切関与しなかった。
1939年（民国28年）11月10日、北平で病没。享年61（満60歳）。